# チェイス・ライト

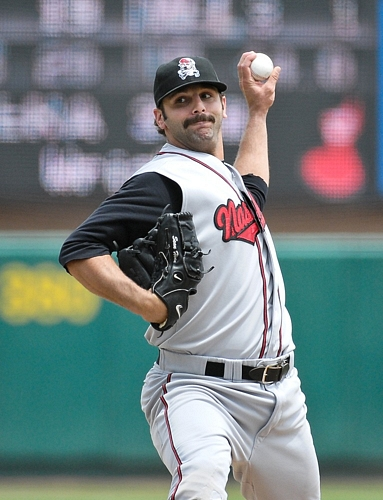

セバーン・チェイス・ライト（Sebern Chase Wright, 1983年2月8日 - ）は、アメリカ合衆国・テキサス州ウィチタフォールズ出身の元プロ野球選手（投手）。左投左打。

## 経歴

### プロ入りとヤンキース時代
2001年のMLBドラフト3巡目（全体95位）でニューヨーク・ヤンキースから指名され、プロ入り。
2006年はA+級タンパ・ヤンキースで37試合に登板し、12勝3敗・防御率1.88という目を見張る数字を残した。
2007年4月17日のクリーブランド・インディアンス戦でメジャーデビューし、5回3失点で初先発にして勝利投手となった。しかし、2度目の先発の4月22日のボストン・レッドソックス戦では、マニー・ラミレス、J.D.ドリュー、マイク・ローウェル、ジェイソン・バリテックに4打者連続で本塁打を許した。なお、4打者連続で本塁打を被弾した投手としては、メジャーリーグの歴史上2人目（1人目は、1963年にロサンゼルス・エンゼルス・オブ・アナハイムに在籍していたポール・ホイタック）。

### ブルワーズ傘下時代
2009年2月4日にエリック・フライヤーとのトレードで、ミルウォーキー・ブルワーズに移籍。
ブルワーズ傘下には2011年まで在籍した。

### 独立リーグ時代
2012年は独立リーグであるアトランティックリーグのサマセット・ペイトリオッツでプレーした。

## 詳細情報

### 年度別投手成績 (MLB)
| 年 度     | 球 団     | 登 板 | 先 発 | 完 投 | 完 封 | 無 四 球 | 勝 利 | 敗 戦 | セ 丨 ブ | ホ 丨 ル ド | 勝 率 | 打 者 | 投 球 回 | 被 安 打 | 被 本 塁 打 | 与 四 球 | 敬 遠 | 与 死 球 | 奪 三 振 | 暴 投 | ボ 丨 ク | 失 点 | 自 責 点 | 防 御 率 | W H I P |
| --------- | --------- | ----- | ----- | ----- | ----- | -------- | ----- | ----- | -------- | ----------- | ----- | ----- | -------- | -------- | ----------- | -------- | ----- | -------- | -------- | ----- | -------- | ----- | -------- | -------- | ------- |
| 2007      | NYY       | 3     | 2     | 0     | 0     | 0        | 2     | 0     | 0        | 0           | 1.000 | 49    | 10.0     | 12       | 5           | 6        | 0     | 2        | 8        | 0     | 0        | 8     | 8        | 7.20     | 1.80    |
| 通算：1年 | 通算：1年 | 3     | 2     | 0     | 0     | 0        | 2     | 0     | 0        | 0           | 1.000 | 49    | 10.0     | 12       | 5           | 6        | 0     | 2        | 8        | 0     | 0        | 8     | 8        | 7.20     | 1.80    |

### 背番号
- 38 (2007年)